# Nicky Salapu
Nicky Vitolio Salapu, couramment nommé Nicky Salapu, né le 13 septembre 1980 à Pago Pago aux Samoa américaines, est un footballeur samoan-américains qui joue au poste de gardien de but pour l'équipe nationale.

## Biographie
Il est célèbre pour avoir été le gardien des Samoa américaines lors du match Australie-Samoa américaines. Ce jour-là, il a encaissé 31 buts. Il s'agit du record mondial du plus gros écart de buts enregistré lors d'un match international de football.
Il détient également, avec son équipe, le record de buts encaissés en deux phases de qualification à une Coupe du monde. En effet, l'équipe des Samoa américaines a encaissé 91 buts en 8 matchs, n'en marquant qu'un seul.
Depuis l'année 2008, il joue en Autriche ce qui en fait l'un des premiers océaniens hors Australien, Néo-calédonien et Néo-zélandais à évoluer en Europe.